# Jon Kwang-ik
Jon Kwang-ik (hangul: 전광익, hancha: 全光益; ur. 5 kwietnia 1988) – północnokoreański piłkarz występujący na pozycji obrońcy w klubie Amrokgangu Pjongjang.

## Kariera klubowa
Jon Kwang-ik jest wychowankiem klubu Amrokgangu Pjongjang. Z Amrokgangiem zdobył mistrzostwo Korei Północnej w 2007.

## Kariera reprezentacyjna
W 2007 roku Jon Kwang-ik zadebiutował w reprezentacji Korei Północnej. W 2011 został powołany do kadry na Puchar Azji.